# 始鸭嘴龙属
始鴨嘴龍（屬名：Protohadros）意為“第一種鴨嘴龍類”，又名原鴨嘴龍，是晚白堊紀（森諾曼階）恐龍的一屬。始鴨嘴龍屬於禽龍類，是存活到很晚的原始鴨嘴龍類。牠們的化石發現於德州。模式種是伯德氏始鴨嘴龍（P. byrdi），由Jason Head在1998年所敘述、命名。
在1994年，一位業餘古生物學家Gary Byrd在德州登頓郡Flower Mound市發現了這種鴨嘴龍類。牠們由南衛理公會大學的Jason Head所命名、敘述。始鴨嘴龍生存於9,500萬年前，比大部分其他鴨嘴龍類還早，使牠們成為已知最古老的鴨嘴龍類，並成為鴨嘴龍類祖先候選者之一。在發現始鴨嘴龍之前，鴨嘴龍類的祖先被認為是位在亞洲的類似禽龍類恐龍。始鴨嘴龍的發現讓焦點轉向北美洲。
自從發現始鴨嘴龍的化石後，包括部分頭顱骨、部份肋骨、以及腳部骨頭，許多始鴨嘴龍的重建圖是根據想像的。始鴨嘴龍身長6公尺，擁有許多鴨嘴龍類特徵。牠們可能有大而深的頜部，嘴部前方有典型的缺乏牙齒鴨嘴，臉頰有大量、成排的咀嚼用牙齒，可壓碎堅硬的植物。如同較晚的鴨嘴龍類，始鴨嘴龍的後腿可能較前肢長，當吃地面植物或矮樹時可以用四肢行走，也可以在行走或奔跑時只使用二足。在晚白堊紀早期，始鴨嘴龍居住的地區是一片矮森林與沼澤，氣候是溫暖、潮濕，提供始鴨嘴龍充足的植被。

## 外部連結
- Protohadros in the Dino Directory（英文）